# Fußball-Oberliga 1981/82
Die Saison 1981/82 der Oberliga war die achte Saison der Oberliga als dritthöchste Spielklasse im Fußball in Deutschland nach der Einführung der zweigleisigen – später eingleisigen – 2. Fußball-Bundesliga zur Saison 1974/75.

## Oberligen
- Oberliga Baden-Württemberg 1981/82
- Bayernliga 1981/82
- Oberliga Berlin 1981/82
- Oberliga Hessen 1981/82
- Oberliga Nord 1981/82
- Oberliga Nordrhein 1981/82
- Oberliga Südwest 1981/82
- Oberliga Westfalen 1981/82

## Aufstieg zur 2. Bundesliga
In den zwei Aufstiegsrunden gelangen dem BV 08 Lüttringhausen und dem FSV Frankfurt jeweils als Gruppensieger sowie dem TuS Schloß Neuhaus und dem FC Augsburg jeweils als Gruppenzweiter der Aufstieg in die 2. Bundesliga.